# Gilena
Gilena is een gemeente in de Spaanse provincie Sevilla in de regio Andalusië met een oppervlakte van 51 km². In 2007 telde Gilena 3915 inwoners.